# Métro de Nijni Novgorod
Le métro de Nijni Novgorod (russe : Нижегородский метрополитен / Nijegorodski metropoliten) est le réseau de transport en commun souterrain de la 5e ville de Russie par la taille. Le réseau comprend deux lignes totalisant 21,3 km et dessert 15 stations. La première ligne a été mise en service en 1985, la seconde ligne en 1993.

## Historique

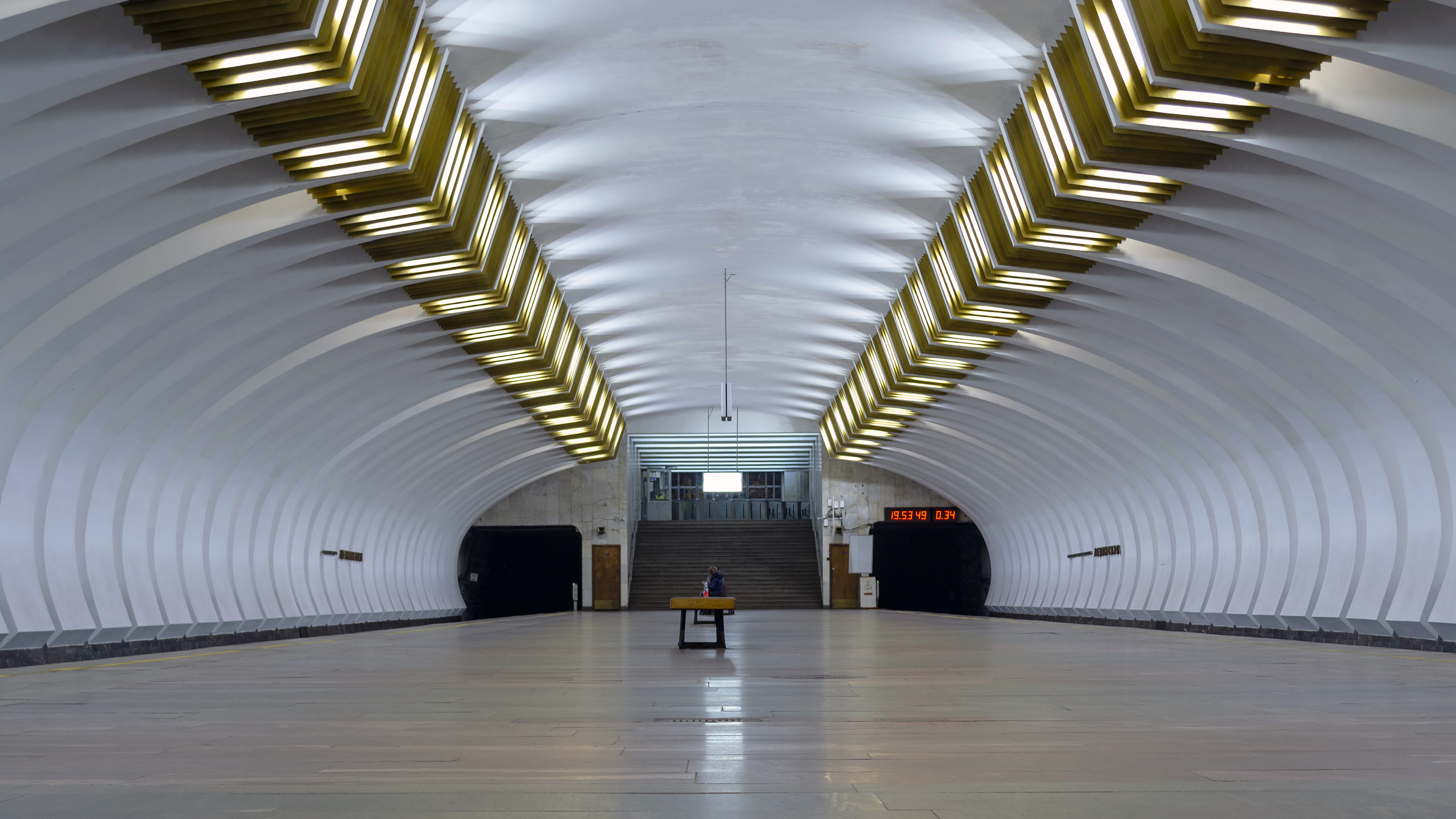
La station Leninskaïa du métro de Nijni Novgorod (ligne 1).

Dans les années 1970 les autorités de la ville de Nijni Novgorod (à l'époque Gorki, car rebaptisée en 1932, ne retrouvant son nom d'origine qu'en 1991), étudient les premiers plans d'un futur métro. En 1976 la décision est prise d'en lancer la construction car d'une part le réseau de tramway est proche de la saturation et d'autre part les projections démographiques prévoient que la population de la ville passerait de 1,35 à 1,6 million d'habitants vers 1990.
Les premiers travaux de ce qui allait devenir le 10e réseau de l'Union soviétique commencent en 1977 à la station Leninskaïa (Ленинская). La première ligne (la ligne rouge), est achevée huit ans plus tard. Le tronçon mis en service en 1985 fait 7,8 km de long et comprend six arrêts entre dont les terminus Moskovskaïa (Московская) et Prolétarskaïa (Пролетарская). Un dépôt est ouvert près de la station Prolétarskaïa. La ligne relie la "gare de Moscou" avec les trois zones industrielles de la ville à savoir Kanavinski, Leninski et Avtozavodski.

En 1987 la ligne est prolongée de deux stations : elle s'achève désormais à la station Komsomolskaïa (Комсомольская), 2 km plus au sud. De nouveau deux ans plus tard elle est prolongée de deux stations vers le sud jusqu'à la station Park Koultoury (Парк Культуры). Après l'effondrement de l'Union soviétique, le développement du réseau est freiné par les problèmes financiers. 

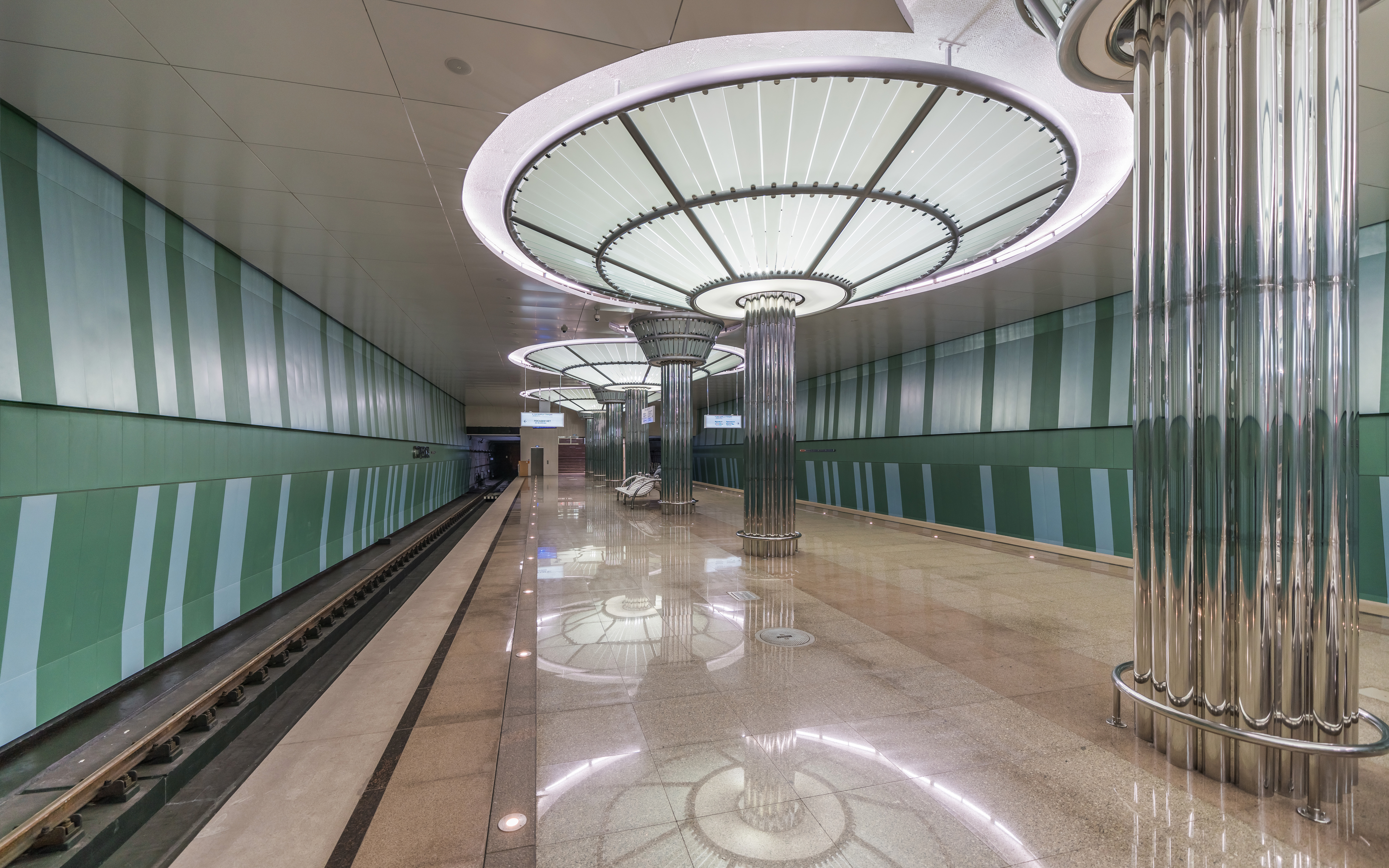
La station Strelka du métro de Nijni Novgorod (ligne 2).

Malgré cela, les travaux de la ligne 2 commencent en août 1987, la deuxième ligne de Nijni Novgorod est inaugurée huit ans après l'ouverture de la première. La nouvelle ligne, la ligne bleue, comprend deux stations nouvelles Kanavinskaïa (Канавинская) et Bournakovskaïa (Бурнаковская). Une correspondance entre les deux lignes est possible quai à quai à la station Moskowskaja mais n'était en réalité pas nécessaire car les rames de la ligne rouge, après changement de conducteur, continuent sur la nouvelle ligne.
En 2002 une station supplémentaire, Bourévestnik (Буревестник), est inaugurée sur la ligne bleue. En 2012, la station Gorkovskaïa est inaugurée sur la ligne rouge devenant ainsi la première station sur l'autre rive de l'Oka passant sur un pont dont la construction avait commencé en 2001. Depuis ce prolongement les deux lignes sont exploitées séparément.
En juin 2018 une extension de 2,5 km avec la station de métro Strelka de la Ligne 2 a été inaugurée peu avant la Coupe du monde de football,. Cette construction avait débuté en avril 2014. Le 1er mars 2022, la construction a commencé sur deux stations de la ville haute sur la ligne 1 : Plochtchad Svobody et Sennaïa.

### Mises en service
| Tronçon                         | Date d'ouverture | Longueur | Stations    |
| ------------------------------- | ---------------- | -------- | ----------- |
| Moskovskaïa - Proletarskaïa     | 20 novembre 1985 | 7,8 km   | 6           |
| Proletarskaïa - Komsomolskaïa   | 8 août 1987      | 1,8 km   | 2           |
| Komsomolskaïa - Park koul’toury | 15 novembre 1989 | 2,1 km   | 2           |
| Moskovskaïa - Bournakovskaïa    | 20 décembre 1993 | 2,6 km   | 3           |
| Burnakovskaïa - Bourévestnik    | 9 septembre 2002 | 1,2 km   | 1           |
| Moskovskaïa - Gorkovskaïa       | 4 novembre 2012  | 3,4 km   | 1           |
| Moskovskaïa - Strelka           | 13 juin 2018     | 2,5 km   | 1           |
| Total                           |                  | 21,4 km  | 16 stations |

## Le réseau actuel
| Numéro  | Ligne                    | Date d’ouverture | Longueur | Nombre de stations |
| ------- | ------------------------ | ---------------- | -------- | ------------------ |
| Ligne 1 | Ligne 1 (Avtozavodskaïa) | 1985             | 14,8 km  | 11                 |
| Ligne 2 | Ligne 2 (Sormovskaïa)    | 1993             | 6,5 km   | 5                  |
|         | Total:                   |                  | 21,3 km  | 16                 |

La gare principale est le nœud des transports en commun de Nijni Novgorod : c'est le terminus des deux lignes de métro ainsi que celui des sept lignes de tramway qui desservent la vieille ville située sur la rive est de l'Oka ainsi que les quartiers sud et ouest.

### Le matériel roulant

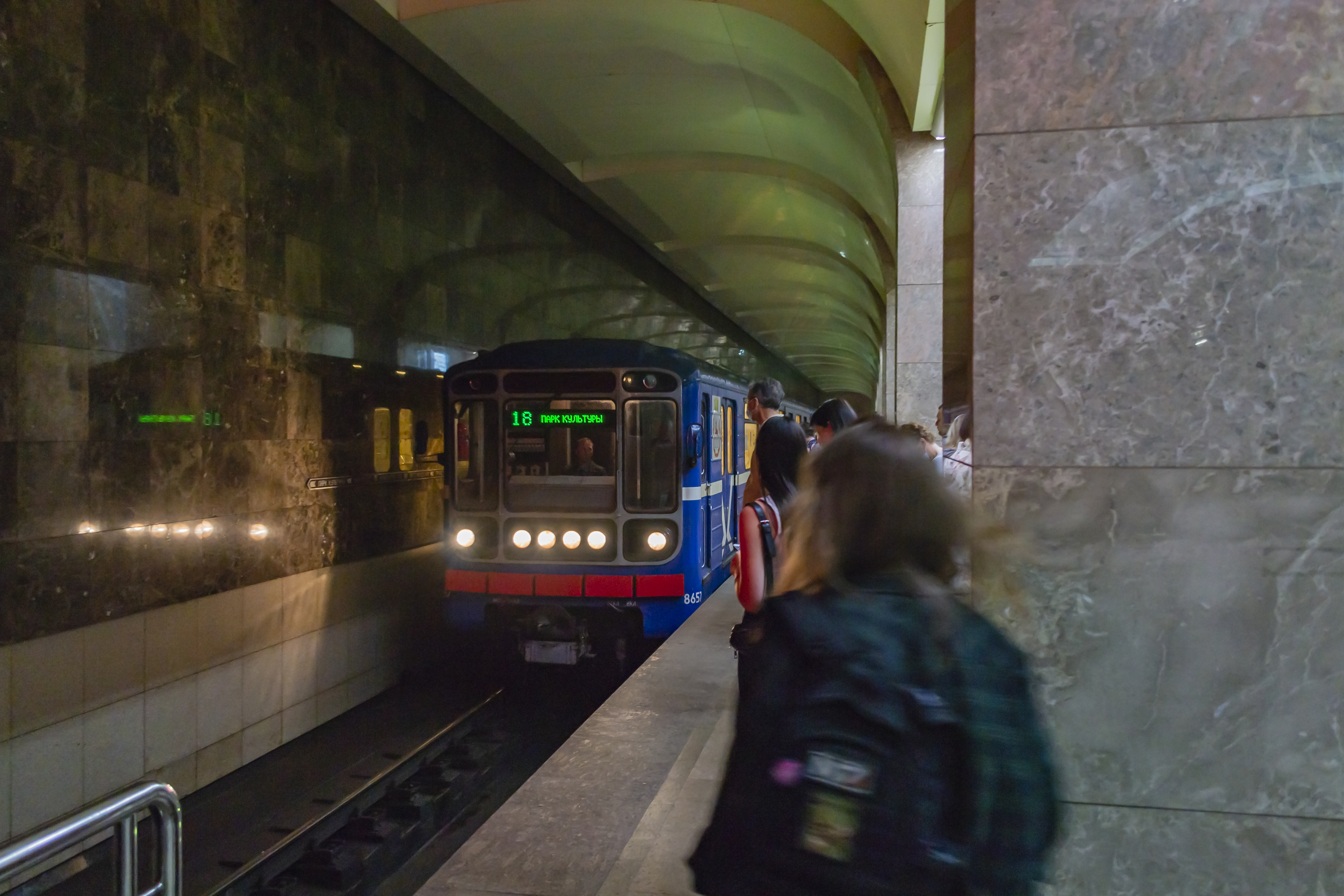
Rame de métro

Pour la mise en service du métro en 1984, 4 rames de l'entreprise Metrowagonmach de type 81.717/714 furent livrés. Des rames de même type circulent encore sur la plupart des réseaux de l'ex-bloc soviétique. Ces rames captent le courant par troisième rail à la tension habituelle (en Union soviétique) de 825 V.  En novembre 2012, une commande de 12 véhicules type 81-717.6/714.6 fut passée à Metrowangonmash, puis en 2013 une autre de quinze véhicules.

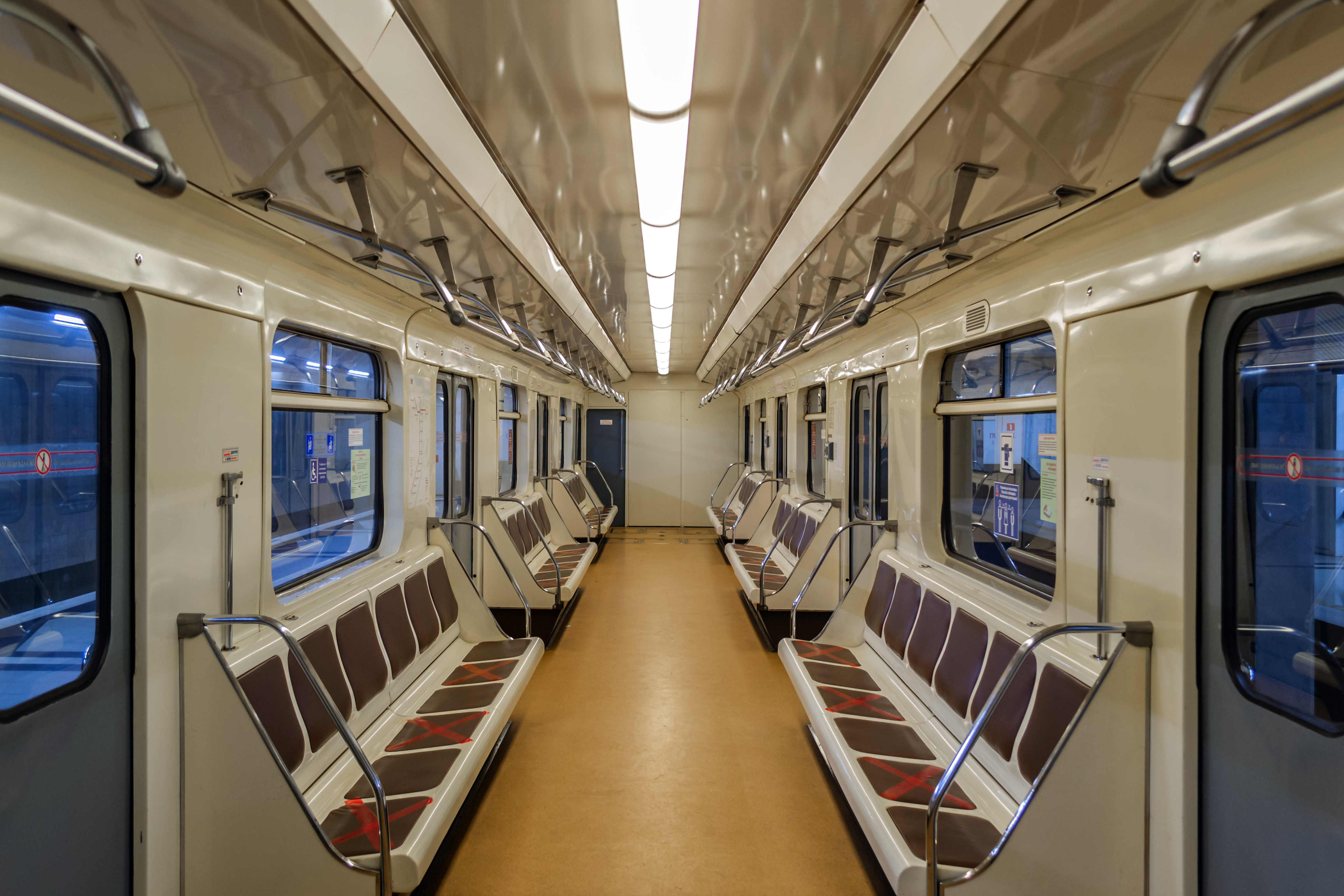
Transport de train pendant la pandémie de COVID-19

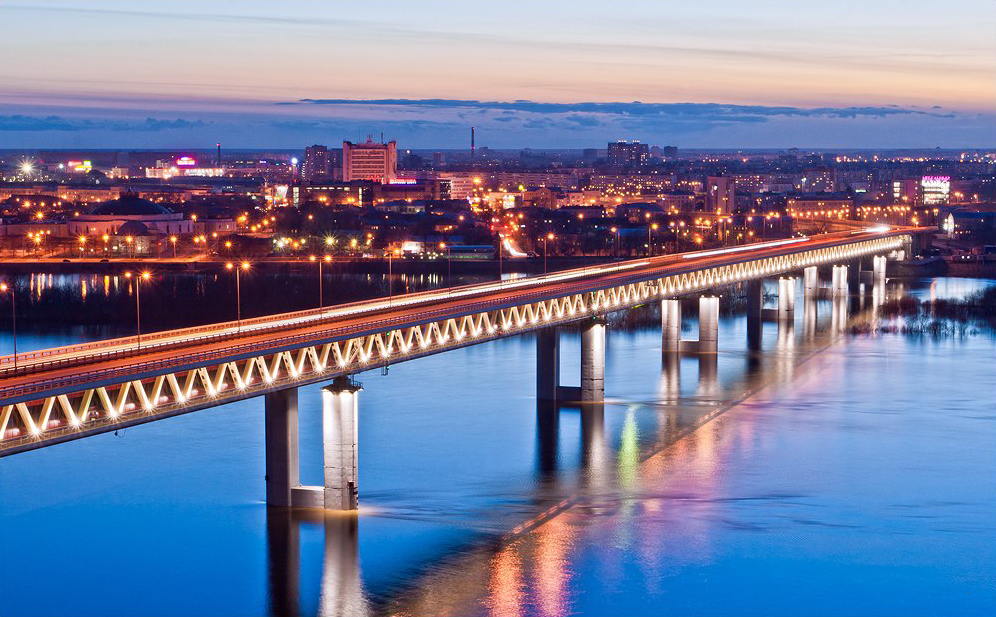
Pont de métro.

En 2017 le parc est composé de 30 rames de quatre ou cinq voitures, 107 véhicules au total. Toutes les rames sont entretenues dans un dépôt situé au Sud de la station Prolétarskaïa à laquelle elles accèdent par une bretelle de 450 m de long.
En novembre 2017, le métro passa commande de 23 nouveaux véhicules type 81-717/6/714.6 à Metrowangonmash.
En avril 2019, le métro passa commande à OEVRZ pour la rénovation de 26 véhicules  type 81-717/714. Cette rénovation devrait prolonger la durée de vie des véhicules de quinze ans.

### Exploitation et fréquentation
Le métro de Nijni-Novgorod fonctionne de 5 h 30 du matin à minuit. Environ 110 000 personnes l'utilisèrent chaque jour en 2013. Il y a un train toutes les 7–8 minutes aux heures de pointe et aux heures creuses. En soirée la fréquence tombe à 10–15 minutes. Un jeton coûte 28 roubles. À partir de 2016, le paiement s'effectue sur une carte de transport urbain sans contact à différents taux. Le métro de Nijni Novgorod a transporté environ 30 millions de passagers en 2017. Par sa fréquentation, le métro de Nijni-Novgorod est le 3e métro de Russie après ceux de Moscou et Saint-Petersbourg.

## Travaux en cours ou planifiés
La ligne rouge doit être prolongée vers l'est. Deux stations nouvelles sont prévues après Gorkovskaïa (Горьковская), Opernyï Teatr et Sennaïa ploschad.
La ligne bleue doit être prolongée à l'ouest vers Sormovo. Deux stations nouvelles sont prévues après Bourevestnik (Буревестник), Varïa et Sormovskaïa.